# رامون داريو مولينا خاراميو
رامون داريو مولينا خاراميو (بالإسبانية: Ramón Darío Molina Jaramillo)‏ هو كاهن كاثوليكي كولومبي، ولد في 31 أغسطس 1935 في إنفيغادو في كولومبيا، وتوفي في 15 أكتوبر 2018 بسبب سقوط.